# Китайские народные добровольцы

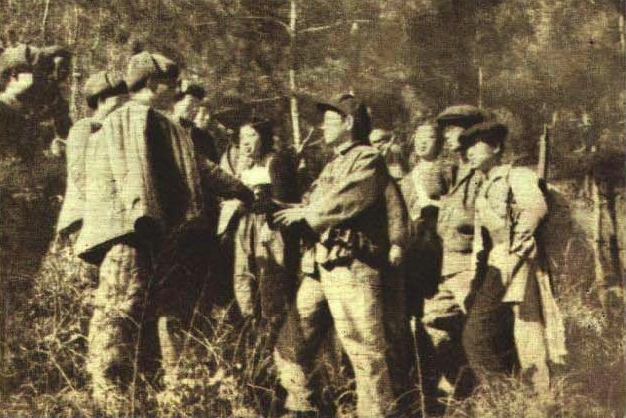
Встреча КНД и корейских партизан (справа)

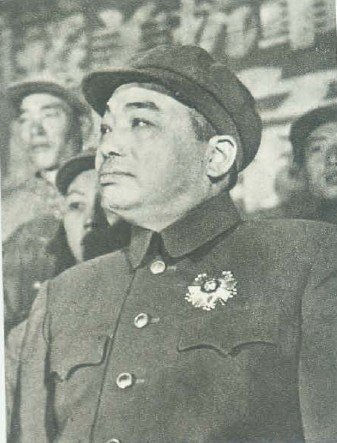
Пэн Дэхуай, Маршал КНД, в 1950 г.

Китайские народные добровольцы (кит. трад. 中國人民志願軍, упр. 中国人民志愿军, пиньинь Zhōngguó Rénmín Zhìyuàn Jūn, палл. Чжунго жэньминь чжиюаньцзюнь, литературно «китайские народные добровольческие войска», сокращённо — КНД) — общепринятое название контингента войск КНР, участвовавшего в 1950—1953 годах в Корейской войне на стороне КНДР. Также выражение нередко употреблялось эвфемистично иносказательно применительно к участникам Корейской войны со стороны СССР.

## История
В связи с пересечением американскими и южнокорейскими войсками во время войны в Корее 38-й параллели и приближением их к границам КНР, китайское руководство приняло решение в октябре 1950 года о введении на территорию Кореи китайских войск. С целью избежания прямой войны между США и КНР, ненужной в тот момент ни одной из сторон, официально эти войска именовались «добровольцами». Командиром и комиссаром КНД был маршал Пэн Дэхуай (когда в апреле 1952 года он был вынужден вернуться в КНР из-за болезни, его обязанности стал исполнять Дэн Хуа), начальником штаба — Се Фан (когда Се Фан стал представителем КНР на мирных переговорах, его текущие обязанности с лета 1951 взял на себя Чжан Вэньчжоу), а с мая 1953 — Ли Да, политруком — Ду Пин (до лета 1951), Гао Сыци (июнь 1951 — май 1953), Ли Чжиминь (с мая 1953).

## Состав

### 25.10.1950 — 05.11.1950
В непосредственном подчинении штабу КНД:
| Подразделение | Командование                               | Состав                                    |
| ------------- | ------------------------------------------ | ----------------------------------------- |
| 38-й корпус   | Командир Лян Синчу Комиссар Лю Сиюань      | 112-я дивизия 113-я дивизия 114-я дивизия |
| 39-й корпус   | Командир У Синьцюань Комиссар Сюй Биньчжоу | 115-я дивизия 116-я дивизия 117-я дивизия |
| 40-й корпус   | Командир Вэнь Юйчэн Комиссар Юань Шэнпин   | 118-я дивизия 119-я дивизия 120-я дивизия |
| 42-й корпус   | Командир У Жуйлинь Комиссар Чжоу Бяо       | 124-я дивизия 125-я дивизия 126-я дивизия |
| 50-й корпус   | Командир Цзэн Цзэшэн Комиссар У Вэньле     | 148-я дивизия 149-я дивизия 150-я дивизия |
| 66-й корпус   | Командир Сяо Синьхуай Комиссар Ван Цзыфэн  | 196-я дивизия 197-я дивизия 198-я дивизия |

### 25.11.1950 — 24.12.1950
В непосредственном подчинении штабу КНД:
| Подразделение | Командование                               | Состав                                    |
| ------------- | ------------------------------------------ | ----------------------------------------- |
| 38-й корпус   | Командир Лян Синчу Комиссар Лю Сиюань      | 112-я дивизия 113-я дивизия 114-я дивизия |
| 39-й корпус   | Командир У Синьцюань Комиссар Сюй Биньчжоу | 115-я дивизия 116-я дивизия 117-я дивизия |
| 40-й корпус   | Командир Вэнь Юйчэн Комиссар Юань Шэнпин   | 118-я дивизия 119-я дивизия 120-я дивизия |
| 42-й корпус   | Командир У Жуйлинь Комиссар Чжоу Бяо       | 124-я дивизия 125-я дивизия 126-я дивизия |
| 50-й корпус   | Командир Цзэн Цзэшэн Комиссар У Вэньле     | 148-я дивизия 149-я дивизия 150-я дивизия |
| 66-й корпус   | Командир Сяо Синьхуай Комиссар Ван Цзыфэн  | 196-я дивизия 197-я дивизия 198-я дивизия |

9-я армия (командир и комиссар — Сун Шилунь):
| Подразделение | Командование                            | Состав                                              |
| ------------- | --------------------------------------- | --------------------------------------------------- |
| 20-й корпус   | Командир и комиссар Чжан Исян           | 58-я дивизия 59-я дивизия 60-я дивизия 89-я дивизия |
| 26-й корпус   | Командир Чжан Жэньчу Комиссар Ли Яовэнь | 76-я дивизия 77-я дивизия 78-я дивизия 88-я дивизия |
| 27-й корпус   | Командир Пэн Дэцин Комиссар Лю Хаотянь  | 79-я дивизия 80-я дивизия 81-я дивизия 94-я дивизия |

### 31.12.1950 — 08.01.1951
В непосредственном подчинении штабу КНД:
| Подразделение | Командование                               | Состав                                    |
| ------------- | ------------------------------------------ | ----------------------------------------- |
| 38-й корпус   | Командир Лян Синчу Комиссар Лю Сиюань      | 112-я дивизия 113-я дивизия 114-я дивизия |
| 39-й корпус   | Командир У Синьцюань Комиссар Сюй Биньчжоу | 115-я дивизия 116-я дивизия 117-я дивизия |
| 40-й корпус   | Командир Вэнь Юйчэн Комиссар Юань Шэнпин   | 118-я дивизия 119-я дивизия 120-я дивизия |
| 42-й корпус   | Командир У Жуйлинь Комиссар Чжоу Бяо       | 124-я дивизия 125-я дивизия 126-я дивизия |
| 50-й корпус   | Командир Цзэн Цзэшэн Комиссар У Вэньле     | 148-я дивизия 149-я дивизия 150-я дивизия |
| 66-й корпус   | Командир Сяо Синьхуай Комиссар Ван Цзыфэн  | 196-я дивизия 197-я дивизия 198-я дивизия |

### 30.12.1950 — 21.04.1951
В непосредственном подчинении штабу КНД:
| Подразделение | Командование                               | Состав                                    |
| ------------- | ------------------------------------------ | ----------------------------------------- |
| 38-й корпус   | Командир Лян Синчу Комиссар Лю Сиюань      | 112-я дивизия 113-я дивизия 114-я дивизия |
| 39-й корпус   | Командир У Синьцюань Комиссар Сюй Биньчжоу | 115-я дивизия 116-я дивизия 117-я дивизия |
| 40-й корпус   | Командир Вэнь Юйчэн Комиссар Юань Шэнпин   | 118-я дивизия 119-я дивизия 120-я дивизия |
| 42-й корпус   | Командир У Жуйлинь Комиссар Чжоу Бяо       | 124-я дивизия 125-я дивизия 126-я дивизия |
| 50-й корпус   | Командир Цзэн Цзэшэн Комиссар У Вэньле     | 148-я дивизия 149-я дивизия 150-я дивизия |
| 66-й корпус   | Командир Сяо Синьхуай Комиссар Ван Цзыфэн  | 196-я дивизия 197-я дивизия 198-я дивизия |

9-я армия (командир и комиссар — Сун Шилунь):
| Подразделение | Командование                            | Состав                                              |
| ------------- | --------------------------------------- | --------------------------------------------------- |
| 26-й корпус   | Командир Чжан Жэньчу Комиссар Ли Яовэнь | 76-я дивизия 77-я дивизия 78-я дивизия 88-я дивизия |

### 22.04.1951 — 10.06.1951
3-я армия (командир и комиссар — Чэнь Гэн):
| Подразделение              | Командование                             | Состав                                                                     |
| -------------------------- | ---------------------------------------- | -------------------------------------------------------------------------- |
| 12-й корпус                | Командир Цзэн Шаошань Комиссар Ли Чжэнь  | 31-я дивизия 34-я дивизия 35-я дивизия                                     |
| 15-й корпус                | Командир Цинь Цзивэй Комиссар Гу Цзиншэн | 29-я дивизия 44-я дивизия 45-я дивизия                                     |
| 60-й корпус                | Командир Шу Цзе Комиссар Юань Цзыцинь    | 179-я дивизия 180-я дивизия 181-я дивизия 88-я дивизия                     |
| 2-я артиллерийская дивизия | Командир Чжу Гуан Комиссар Чжан Байлин   | 28-й артиллерийский полк 29-й артиллерийский полк 30-й артиллерийский полк |

9-я армия (командир и комиссар — Сун Шилунь):
| Подразделение              | Командование                             | Состав                                                                     |
| -------------------------- | ---------------------------------------- | -------------------------------------------------------------------------- |
| 20-й корпус                | Командир и комиссар Чжан Исян            | 58-я дивизия 59-я дивизия 60-я дивизия 89-я дивизия                        |
| 26-й корпус                | Командир Чжан Жэньчу Комиссар Ли Яовэнь  | 76-я дивизия 77-я дивизия 78-я дивизия 88-я дивизия                        |
| 27-й корпус                | Командир Пэн Дэцин Комиссар Цзэн Жуцин   | 79-я дивизия 80-я дивизия 81-я дивизия                                     |
| 39-й корпус                | Командир У Синьцюань Комиссар Ли Сюэсань | 115-я дивизия 116-я дивизия 117-я дивизия                                  |
| 40-й корпус                | Командир Вэнь Юйчэн Комиссар Юань Шэнпин | 118-я дивизия 119-я дивизия 120-я дивизия                                  |
| 1-я артиллерийская дивизия | Командир Вэнь Цзи Комиссар Чжан Ин       | 25-й артиллерийский полк 26-й артиллерийский полк 27-й артиллерийский полк |
| 7-я артиллерийская дивизия | Командир Янь Фу Комиссар Чжу Ли          | 20-й артиллерийский полк                                                   |

19-я армия (командир — Ян Дэчжи, комиссар — Ли Чжиминь):
| Подразделение              | Командование                            | Состав                                            |
| -------------------------- | --------------------------------------- | ------------------------------------------------- |
| 63-й корпус                | Командир Фу Чунби Комиссар Лун Даоцюань | 187-я дивизия 188-я дивизия 189-я дивизия         |
| 64-й корпус                | Командир Цзэн Сыюй Комиссар Ван Чжао    | 190-я дивизия 191-я дивизия 192-я дивизия         |
| 65-й корпус                | Командир Сяо Интан Комиссар Ван Даобан  | 193-я дивизия 194-я дивизия 195-я дивизия         |
| 8-я артиллерийская дивизия | Командир Ван Хэн Комиссар Ли Чжэньбан   | 31-й артиллерийский полк 43-й артиллерийский полк |

### 11.06.1951 — 03.12.1951
В непосредственном подчинении штабу КНД:
| Подразделение | Командование                         | Состав                                    |
| ------------- | ------------------------------------ | ----------------------------------------- |
| 42-й корпус   | Командир У Жуйлинь Комиссар Чжоу Бяо | 124-я дивизия 125-я дивизия 126-я дивизия |

3-я армия (командир и комиссар — Чэнь Гэн):
| Подразделение | Командование                             | Состав                                    |
| ------------- | ---------------------------------------- | ----------------------------------------- |
| 12-й корпус   | Командир Цзэн Шаошань Комиссар Ли Чжэнь  | 31-я дивизия 34-я дивизия 35-я дивизия    |
| 15-й корпус   | Командир Цинь Цзивэй Комиссар Гу Цзиншэн | 29-я дивизия 44-я дивизия 45-я дивизия    |
| 60-й корпус   | Командир Шу Цзе Комиссар Юань Цзыцинь    | 179-я дивизия 180-я дивизия 181-я дивизия |

9-я армия (командир и комиссар — Сун Шилунь):
| Подразделение | Командование                            | Состав                                 |
| ------------- | --------------------------------------- | -------------------------------------- |
| 26-й корпус   | Командир Чжан Жэньчу Комиссар Ли Яовэнь | 76-я дивизия 77-я дивизия 78-я дивизия |

19-я армия (командир — Ян Дэчжи, комиссар — Ли Чжиминь):
| Подразделение | Командование                             | Состав                                    |
| ------------- | ---------------------------------------- | ----------------------------------------- |
| 47-й корпус   | Командир Цао Лихуай Комиссар Ли Жэньлинь | 139-я дивизия 140-я дивизия 141-я дивизия |
| 63-й корпус   | Командир Фу Чунби Комиссар Лун Даоцюань  | 187-я дивизия 188-я дивизия 189-я дивизия |
| 64-й корпус   | Командир Цзэн Сыюй Комиссар Ван Чжао     | 190-я дивизия 191-я дивизия 192-я дивизия |
| 65-й корпус   | Командир Сяо Интан Комиссар Ван Даобан   | 193-я дивизия 194-я дивизия 195-я дивизия |

20-я армия (командир — Ян Чэнъу, комиссар — Чжан Наньшэн):
| Подразделение | Командование                             | Состав                                    |
| ------------- | ---------------------------------------- | ----------------------------------------- |
| 67-й корпус   | Командир Ли Сян Комиссар Куан Фучжао     | 199-я дивизия 200-я дивизия 201-я дивизия |
| 68-й корпус   | Командир Чэнь Фанжэнь Комиссар Ли Чэнжуй | 202-я дивизия 203-я дивизия 204-я дивизия |

Силы обороны западного побережья (командир — Хань Сяньчу):
| Подразделение | Командование                             | Состав                                    |
| ------------- | ---------------------------------------- | ----------------------------------------- |
| 38-й корпус   | Командир Лян Синчу Комиссар Лю Сиюань    | 112-я дивизия 113-я дивизия 114-я дивизия |
| 39-й корпус   | Командир У Синьцюань Комиссар Ли Сюэсань | 115-я дивизия 116-я дивизия 117-я дивизия |
| 40-й корпус   | Командир Вэнь Юйчэн Комиссар Юань Шэнпин | 118-я дивизия 119-я дивизия 120-я дивизия |
| 50-й корпус   | Командир Цзэн Цзэшэн Комиссар У Вэньле   | 148-я дивизия 149-я дивизия 150-я дивизия |

Силы обороны восточного побережья (командир — Сун Шилунь):
| Подразделение | Командование                              | Состав                                 |
| ------------- | ----------------------------------------- | -------------------------------------- |
| 16-й корпус   | Командир Инь Сяньбин Комиссар Чэнь Юнькай | 47-я дивизия                           |
| 20-й корпус   | Командир и комиссар Чжан Исян             | 58-я дивизия 59-я дивизия 60-я дивизия |
| 27-й корпус   | Командир Пэн Дэцин Комиссар Цзэн Жуцин    | 79-я дивизия 80-я дивизия 81-я дивизия |

Командование ВВС (командир — Лю Чжэнь):
| Подразделение    | Командование                               | Состав                      |
| ---------------- | ------------------------------------------ | --------------------------- |
| 2-я авиадивизия  | Командир Чжан Циньхэ Комиссар Чжан Байчунь | 4-й авиаполк 6-й авиаполк   |
| 3-я авиадивизия  | Командир Юань Бинь Комиссар Гао Хоулян     | 7-й авиаполк 9-й авиаполк   |
| 4-я авиадивизия  | Командир Фан Цзыи Комиссар Се Сиюй         | 10-й авиаполк 12-й авиаполк |
| 5-я авиадивизия  | Командир Ма Юн Комиссар Ма Цзыин           | 13-й авиаполк 15-й авиаполк |
| 6-я авиадивизия  | Командир Бэй Ша Комиссар Чжан Чжиюн        | 16-й авиаполк 18-й авиаполк |
| 7-я авиадивизия  | Командир Хань Цэсань Комиссар Цю Жэньхуа   | 19-й авиаполк 21-й авиаполк |
| 8-я авиадивизия  | Командир У Кай Комиссар Гэ Чжэньюэ         | 22-й авиаполк 24-й авиаполк |
| 9-я авиадивизия  | Командир Хэ Цзилинь Комиссар Сюй Синхуа    | 25-й авиаполк 27-й авиаполк |
| 10-я авиадивизия | Командир Лю Шаньбэнь Комиссар Ван Сюэу     | 28-й авиаполк 30-й авиаполк |
| 11-я авиадивизия | Командир Чжан Цяншэн Комиссар Хуан Фэн     | 31-й авиаполк 33-й авиаполк |
| 14-я авиадивизия | Командир Ван Юйхуай Комиссар Се Цзию       | 40-й авиаполк 42-й авиаполк |
| 15-я авиадивизия | Командир Хуан Юйтин Комиссар Цуй Вэньбинь  | 43-й авиаполк 45-й авиаполк |

### 18.09.1952 — 25.11.1952
В непосредственном подчинении штабу КНД:
| Подразделение | Командование                              | Состав                                    |
| ------------- | ----------------------------------------- | ----------------------------------------- |
| 38-й корпус   | Командир Цзян Юнхуэй Комиссар У Дай       | 112-я дивизия 113-я дивизия 114-я дивизия |
| 39-й корпус   | Командир и комиссар У Синьцюань           | 115-я дивизия 116-я дивизия 117-я дивизия |
| 40-й корпус   | Командир Вэнь Юйчэн Комиссар Юань Шэнпин  | 118-я дивизия 119-я дивизия 120-я дивизия |
| 46-й корпус   | Командир Сяо Цюаньфу Комиссар У Баошань   | 120-я дивизия 133-я дивизия 136-я дивизия |
| 47-й корпус   | Командир Цао Лихуай Комиссар Лю Сяньцюань | 139-я дивизия 140-я дивизия 141-я дивизия |

3-я армия (командир — Ван Цзиньшань, комиссар — Шэ Идэ):
| Подразделение | Командование                               | Состав                                    |
| ------------- | ------------------------------------------ | ----------------------------------------- |
| 12-й корпус   | Командир Цзэн Шаошань Комиссар Ли Чжэнь    | 31-я дивизия 34-я дивизия 35-я дивизия    |
| 15-й корпус   | Командир Цинь Цзивэй Комиссар Гу Цзиншэн   | 29-я дивизия 44-я дивизия 45-я дивизия    |
| 60-й корпус   | Командир Чжан Цзулян Комиссар Юань Цзыцинь | 179-я дивизия 180-я дивизия 181-я дивизия |

19-я армия (командир — Хань Сяньчу, комиссар — Ли Чжиминь):
| Подразделение | Командование                            | Состав                                    |
| ------------- | --------------------------------------- | ----------------------------------------- |
| 63-й корпус   | Командир Фу Чунби Комиссар Лун Даоцюань | 187-я дивизия 188-я дивизия 189-я дивизия |
| 65-й корпус   | Командир и комиссар Ван Даобан          | 193-я дивизия 194-я дивизия 195-я дивизия |

20-я армия (командир — Чжэн Вэйшань, комиссар — Чжан Наньшэн):
| Подразделение | Командование                             | Состав                                    |
| ------------- | ---------------------------------------- | ----------------------------------------- |
| 67-й корпус   | Командир Цю Вэй Комиссар Куан Фучжао     | 199-я дивизия 200-я дивизия 201-я дивизия |
| 68-й корпус   | Командир Чэнь Фанжэнь Комиссар Ли Чэнжуй | 202-я дивизия 203-я дивизия 204-я дивизия |

Силы обороны западного побережья (и.о.командира — Лян Синчу):
| Подразделение | Командование                           | Состав                                    |
| ------------- | -------------------------------------- | ----------------------------------------- |
| 42-й корпус   | Командир У Жуйлинь Комиссар Го Чэнчжу  | 124-я дивизия 125-я дивизия 126-я дивизия |
| 50-й корпус   | Командир Цзэн Цзэшэн Комиссар У Вэньле | 148-я дивизия 149-я дивизия 150-я дивизия |
| 64-й корпус   | Командир Тан Цзыань Комиссар Ван Чжао  | 190-я дивизия 191-я дивизия 192-я дивизия |

Силы обороны восточного побережья — 9-я армия (командир и комиссар — Ван Цзянань):
| Подразделение | Командование                           | Состав                                 |
| ------------- | -------------------------------------- | -------------------------------------- |
| 20-й корпус   | Командир Чжан Исян Комиссар Тань Юмин  | 58-я дивизия 59-я дивизия 60-я дивизия |
| 23-й корпус   | Командир Чжун Гочу Комиссар Лу Шэн     | 67-я дивизия 69-я дивизия 73-я дивизия |
| 24-й корпус   | Командир и комиссар Пи Динцзюнь        | 70-я дивизия 72-я дивизия 74-я дивизия |
| 27-й корпус   | Командир Пэн Дэцин Комиссар Цзэн Жуцин | 79-я дивизия 80-я дивизия 81-я дивизия |

Командование ВВС (и.о.командира — Не Фэнчжи):
| Подразделение    | Командование                            | Состав                      |
| ---------------- | --------------------------------------- | --------------------------- |
| 3-я авиадивизия  | Командир Юань Бинь Комиссар Ло Пин      | 7-й авиаполк 9-й авиаполк   |
| 4-я авиадивизия  | Командир Фан Цзыи Комиссар Е Суншэн     | 10-й авиаполк 12-й авиаполк |
| 6-я авиадивизия  | Командир Бэй Ша Комиссар Чжан Чжиюн     | 16-й авиаполк 18-й авиаполк |
| 12-я авиадивизия | Командир Ван Минли Комиссар Ли Минган   | 24-й авиаполк 36-й авиаполк |
| 15-я авиадивизия | Командир Лю Чэнци Комиссар Цуй Вэньбинь | 43-й авиаполк 45-й авиаполк |
| 17-я авиадивизия | Командир Ли Шужун Комиссар Ло Бинь      | 49-й авиаполк 51-й авиаполк |
| 18-я авиадивизия | Командир Ван Динле Комиссар Ли Чжэньшэн | 52-й авиаполк 54-й авиаполк |

3-й авиакорпус (командир — Цзэн Гохуа, комиссар — Ли Цзайшань):
| Подразделение   | Командование                         | Состав                      |
| --------------- | ------------------------------------ | --------------------------- |
| 4-я авиадивизия | Комиссар Юй Инлун                    | 13-й авиаполк 15-й авиаполк |
| 8-я авиадивизия | Командир У Кай Комиссар Сунь Цуньфэн | 22-й авиаполк 24-й авиаполк |
| 9-я авиадивизия | Командир Хэ Цзили Комиссар Се Цзию   | 25-й авиаполк 27-й авиаполк |

### 13.05.1953 — 27.07.1953
9-я армия (командир и комиссар — Ван Цзянань):
| Подразделение | Командование                              | Состав                                    |
| ------------- | ----------------------------------------- | ----------------------------------------- |
| 16-й корпус   | Командир Инь Сяньбин Комиссар Чэнь Юнькай | 32-я дивизия 46-я дивизия 47-я дивизия    |
| 23-й корпус   | Командир Чжун Гочу Комиссар Лу Шэн        | 67-я дивизия 69-я дивизия 73-я дивизия    |
| 24-й корпус   | Командир и комиссар Чжан Чжэнь            | 70-я дивизия 72-я дивизия 74-я дивизия    |
| 47-й корпус   | Командир Чжан Тяньюнь Комиссар Чэнь Фахун | 139-я дивизия 140-я дивизия 141-я дивизия |

19-я армия (командир — Хуан Юншэн):
| Подразделение | Командование                               | Состав                                    |
| ------------- | ------------------------------------------ | ----------------------------------------- |
| 1-й корпус    | Командир Хуан Синьтин Комиссар Лян Жэньцзе | 1-я дивизия 2-я дивизия 7-я дивизия       |
| 46-й корпус   | Командир Сяо Цюаньфу Комиссар У Баошань    | 120-я дивизия 133-я дивизия 136-я дивизия |
| 63-й корпус   | Командир Фу Чунби Комиссар Лун Даоцюань    | 187-я дивизия 188-я дивизия 189-я дивизия |
| 64-й корпус   | Командир Тан Цзыань Комиссар Хуан Вэньмин  | 190-я дивизия 191-я дивизия 192-я дивизия |
| 65-й корпус   | Командир и комиссар Ван Даобан             | 193-я дивизия 194-я дивизия 195-я дивизия |

20-я армия (командир — Ян Юн, комиссар — Ван Пин):
| Подразделение | Командование                             | Состав                                    |
| ------------- | ---------------------------------------- | ----------------------------------------- |
| 21-й корпус   | Командир У Юнсян Комиссар Се Фулинь      | 61-я дивизия 62-я дивизия 63-я дивизия    |
| 54-й корпус   | Командир Дин Шэн Комиссар Се Мин         | 130-я дивизия 134-я дивизия 135-я дивизия |
| 60-й корпус   | Командир Чжан Цзулян Комиссар Чжао Тянь  | 179-я дивизия 180-я дивизия 181-я дивизия |
| 67-й корпус   | Командир Цю Вэй Комиссар Куан Фучжао     | 199-я дивизия 200-я дивизия 201-я дивизия |
| 68-й корпус   | Командир Чэнь Фанжэнь Комиссар Ли Чэнжуй | 202-я дивизия 203-я дивизия 204-я дивизия |

Силы обороны западного побережья (командир — Дэн Хуа):
| Подразделение             | Командование                             | Состав                                                                              |
| ------------------------- | ---------------------------------------- | ----------------------------------------------------------------------------------- |
| 38-й корпус               | Командир Цзян Юнхуэй Комиссар У Дай      | 112-я дивизия 113-я дивизия 114-я дивизия                                           |
| 39-й корпус               | Командир Чжан Цзечэн Комиссар Ши Ин      | 115-я дивизия 116-я дивизия 117-я дивизия                                           |
| 40-й корпус               | Командир и комиссар Вэнь Юйчэн           | 118-я дивизия 119-я дивизия 120-я дивизия                                           |
| 50-й корпус               | Командир Цзэн Цзэшэн Комиссар Сюй Вэньле | 148-я дивизия 149-я дивизия 150-я дивизия                                           |
| 2-е танковое командование | Командир Ло Цзе Комиссар Мао Пэнфэй      | 1-й танковый полк 2-й танковый полк 3-й отдельный танковый полк Артиллерийский полк |

Силы обороны восточного побережья — 3-я армия (командир — Сюй Шию, комиссар — Шэ Идэ):
| Подразделение          | Командование                            | Состав                                                          |
| ---------------------- | --------------------------------------- | --------------------------------------------------------------- |
| 12-й корпус            | Комиссар Ли Чжэнь                       | 31-я дивизия 34-я дивизия 35-я дивизия                          |
| 15-й корпус            | Командир Ли Чэнфан Комиссар Гу Цзиншэн  | 29-я дивизия 44-я дивизия 45-я дивизия                          |
| 33-я отдельная дивизия | Командир Тун Гогуй Комиссар Ши Цзинбань | 97-й полк 98-й полк 99-й полк Артиллерийский полк Танковый полк |

Командование ВВС (и.о.командира — Не Фэнчжи):
| Подразделение    | Командование                             | Состав                      |
| ---------------- | ---------------------------------------- | --------------------------- |
| 3-я авиадивизия  | Командир Юань Бинь Комиссар Ло Пин       | 7-й авиаполк 9-й авиаполк   |
| 4-я авиадивизия  | Командир Фан Цзыи Комиссар Е Суншэн      | 10-й авиаполк 12-й авиаполк |
| 6-я авиадивизия  | Командир Бэй Ша Комиссар Чжан Чжиюн      | 16-й авиаполк 18-й авиаполк |
| 12-я авиадивизия | Командир Ван Минли Комиссар Кан Юйшань   | 34-й авиаполк 36-й авиаполк |
| 14-я авиадивизия | Командир Ван Юйхуай Комиссар Чжао Шаочан | 42-й авиаполк               |
| 15-я авиадивизия | Командир Лю Чэнци Комиссар Цуй Вэньбинь  | 43-й авиаполк 45-й авиаполк |
| 16-я авиадивизия | Командир Сунь Туншэн Комиссар Чжан Юнгэн | 46-й авиаполк 48-й авиаполк |
| 17-я авиадивизия | Командир Ли Шужун Комиссар Ло Бинь       | 49-й авиаполк 51-й авиаполк |

## Советские военные под видом «китайских добровольцев»
Словосочетание «китайские добровольцы» часто употребляется иносказательно, с намёком на участников Корейской войны из состава ВС СССР. Апофеозом участия советских военных специалистов в Корейской войне под видом КНД, когда попытки высшим политическим руководством СССР скрыть это участие уже не имели успеха, стало появление полушутливого прозвища-псевдонима «Ли Си Цын».

## Отражение в культуре
- Один из эпизодов фильма «Сигнал к сбору» (2007) режиссёра Фэн Сяогана посвящён действию его главных героев в американском тылу во время Корейской войны.